# Las Torres, Coahuila
Las Torres är en ort i Mexiko.   Den ligger i kommunen Acuña och delstaten Coahuila, i den norra delen av landet, 1 100 km norr om huvudstaden Mexico City. Las Torres ligger 313 meter över havet och antalet invånare är 274.
Terrängen runt Las Torres är platt. Runt Las Torres är det glesbefolkat, med 10 invånare per kvadratkilometer. Närmaste större samhälle är Ciudad Acuña, 5,6 km nordväst om Las Torres. Trakten runt Las Torres består i huvudsak av gräsmarker.